# Жвакино
Жвакино (баш. Жвакин) — деревня в Мечетлинском районе Башкортостана, входит в состав Абдуллинского сельсовета. 

## История
В 1926 году под названием посёлок Жвакиных входила в Больше-Окинская волость Месягутского кантона.

## Население
| 1939 | 1959 | 1970 | 1979 | 1989 | 2002 | 2009 |
| ---- | ---- | ---- | ---- | ---- | ---- | ---- |
| 38   | ↘18  | ↗98  | ↘40  | ↘13  | ↘11  | ↘4   |
| 2010 |      |      |      |      |      |      |
| ↘1   |      |      |      |      |      |      |

Национальный состав
Согласно переписи 2002 года, преобладающие национальности — башкиры (46 %), татары (45 %).

## Географическое положение
Расстояние до:
- районного центра (Большеустьикинское): 30 км,
- центра сельсовета (Абдуллино): 5 км,
- ближайшей ж/д станции (Красноуфимск): 85 км.